# Georg Glock

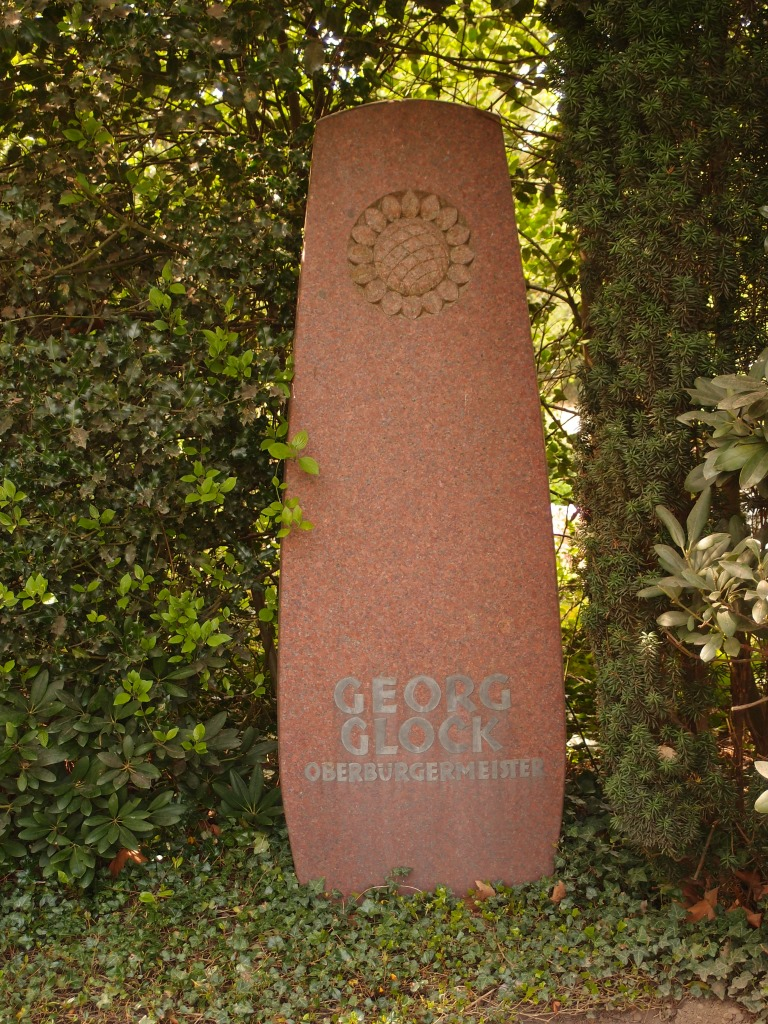
Grab des Politikers Georg Glock (1891–1959) auf dem Südfriedhof in Düsseldorf.

Georg Glock (* 11. Januar 1891 in Düsseldorf; † 6. Dezember 1959 ebenda) war ein deutscher Politiker der SPD und von 1956 bis 1959 Oberbürgermeister von Düsseldorf.

## Leben
Glock absolvierte nach dem Schulbesuch eine kaufmännische Lehre beim Stahlwerksverband und war dort im Anschluss als Direktionssekretär tätig. Von 1916 bis 1918 nahm er als Soldat am Ersten Weltkrieg teil. Ab 1919 arbeitete er als Sekretär für den Deutschen Werkmeisterverband, stieg zum Abteilungsleiter auf und wurde geschäftsführendes Mitglied der Hauptverwaltung. Daneben war er Mitglied des Vorstandes der Allgemeinen Ortskrankenkasse Düsseldorf und stellvertretendes Mitglied des Reichsversicherungsamtes. 1933 wurde er aus politischen Gründen beim Werkmeisterverband entlassen. Nach dem Verlust seiner Anstellung war er bis 1935 arbeitslos und arbeitete anschließend als Versicherungsvertreter und Versicherungskaufmann. Ab 1939 nahm er als Soldat im Sanitätsdienst am Zweiten Weltkrieg teil.
Nach dem Kriegsende ebnete er zusammen mit Karl Arnold den Weg für die Gründung freier Gewerkschaften in Düsseldorf. Glock, der bereits 1919 in die SPD eingetreten war, gehörte im Juni 1945 dem von Wilhelm Füllenbach berufenen und von der britischen Militärregierung genehmigten Vertrauensausschuss der Bürgerschaft an, einem Gremium, das die Düsseldorfer Stadtverwaltung in beratender Funktion kontrollieren sollte. Mit der ersten freien Kommunalwahl 1946 wurde Glock Ratsherr und von 1947 bis 1956 war er Bürgermeister von Düsseldorf. In der Nachkriegszeit schuf mit der „Fraktion Düsseldorf“ gemeinsam mit Josef Gockeln einen überparteilichen Verbund, der sich den Fragen des Wiederaufbaus widmete.
Glock war von 1945 bis 1955 Verbandsdirektor der Ortskrankenkasse Rheinland und in den 1950er Jahren Vorsitzender des Aufsichtsrates der Rheinischen Bahngesellschaft AG sowie Mitglied des Aufsichtsrates der Düsseldorfer Flughafengesellschaft. Nach den Kommunalwahlen im Oktober 1956 wurde er Oberbürgermeister der Stadt Düsseldorf. Das Amt bekleidete er bis zum 6. Dezember 1959, als er in seinem Dienstzimmer einem Herzschlag erlag.

## Ehrungen
- 1956: Großes Verdienstkreuz der Bundesrepublik Deutschland
- Georg-Glock-Straße in Düsseldorf-Golzheim
- Georg-Glock-Haus in Düsseldorf-Lierenfeld